# Le monde lui appartient
Pour plus de détails, voir Fiche technique et Distribution.
Le monde lui appartient (The World in His Arms) est un film américain en Technicolor réalisé par Raoul Walsh, sorti en 1952.

## Synopsis
San Francisco, 1850. Le capitaine Jonathan Clark rencontre la comtesse Marina Selanova, dont il va tomber amoureux. Il va à la fois tenter de la sauver des mains du Prince Semyon à qui elle est promise contre son gré, être en compétition avec Portugee, un marchand de fourrures peu scrupuleux, et naviguer jusqu'à Sitka en Alaska avec la comtesse.

## Fiche technique
- Titre français : Le monde lui appartient
- Titre original : The World in his arms
- Réalisation : Raoul Walsh
- Scénario : Borden Chase, Horace McCoy (dialogues additionnels), d'après le roman The World in his arms de Rex Beach
- Musique : Frank Skinner
- Direction artistique : Bernard Herzbrun, Alexander Golitzen
- Décors : Russell A. Gausman, Julia Heron
- Costumes : Bill Thomas
- Photographie : Russell Metty
- Son : Leslie I. Carey, Corson Jowett
- Montage : Frank Gross
- Producteur : Aaron Rosenberg
- Société de production et de distribution : Universal Pictures
- Pays de production :  États-Unis
- Langue d'origine : anglais américain
- Format : couleur (Technicolor) — 35 mm — 1,37:1 — son : mono (Western Electric Recording)
- Genre : film d'aventures
- Genre : aventures
- Durée : 104 min
- Dates de sortie :
  - États-Unis : 18 juin 1952 (première à Kodiak, Alaska)
  - France : 4 juillet 1952
- Affiches : Reynold Brown (États-Unis), René Lefèbvre, Pierre Levé (France)

## Distribution
- Gregory Peck (VF : Marc Valbel) : capitaine Jonathan Clark
- Ann Blyth (VF : Raymonde Raynard) : comtesse Marina Selanova
- John McIntire (VF : Georges Hubert) : Greathouse, le diacre
- Anthony Quinn (VF : Jean Clarieux) : Portugee
- Carl Esmond (VF : Maurice Dorléac) : Prince Semyon
- Andrea King : Mamie
- Eugenie Leontovitch (VF : Marie Ventura) : Anna Selanova
- Hans Conried (VF : Gérard Férat) : Eustace
- Rhys Williams (VF : René Fleur) : Eben Cleggett
- Sig Ruman (VF : Raymond Rognoni) : général Ivan Vorashilov
- Bill Radovich (VF : Henry Charrett) : Ogeechuk
- Gregory Gaye (VF : Abel Jacquin) : colonel Paul Shushaldin
- Bryan Forbes (VF : Hubert Noël) : William Cleggett
- Henry Kulky (VF : Henry-Laverne) : Peter
- Tudor Owen (non-crédité) : un vieux marin

## Édition
Le film est disponible en DVD, édité en 2009 dans la collection « L'Âge d'or du cinéma américain, les introuvables » de la société Wild Side vidéo.